# TMEM133
TMEM133 (англ. Transmembrane protein 133) – білок, який кодується однойменним геном, розташованим у людей на 11-й хромосомі. Довжина поліпептидного ланцюга білка становить 129 амінокислот, а молекулярна маса — 14 539.
| 10         |  | 20         |  | 30         |  | 40         |  | 50         |
| ---------- |  | ---------- |  | ---------- |  | ---------- |  | ---------- |
| MTSHHCVGPG |  | NHISWSGHEK |  | EHRLDYCPEV |  | TFPLTKGFPL |  | GYTLLFNFAS |
| YPFLLPSKIK |  | TLLRNKDSFL |  | NILCPACLLL |  | IRRCNIEYSS |  | TGLNFLNTFT |
| VSLIVTVIPL |  | LQNVPVPLGN |  | NVGKMQVYE  |  |            |  |            |

A: Аланін

C: Цистеїн

D: Аспарагінова кислота

E: Глутамінова кислота

F: Фенілаланін

G: Гліцин

H: Гістидин

I: Ізолейцин

K: Лізин

L: Лейцин

M: Метіонін

N: Аспарагін

P: Пролін

Q: Глутамін

R: Аргінін

S: Серин

T: Треонін

V: Валін

W: Триптофан

Локалізований у мембрані.